# Mars Polar Lander
De Mars Polar Lander (MPL) is een van de twee onbemande ruimtevoertuigen die ontworpen zijn door NASA als onderdeel van het Mars '98-programma, dat op zichzelf weer een onderdeel is van het Mars Surveyor Program (MSP).

## Doel van de missie
Wetenschappers waren het er nog niet over eens in welke mate Mars destijds water had. Twee theorieën deden de ronde, volgens de ene theorie was Mars in het verleden warmer en natter en had een dikke atmosfeer. De andere theorie zegt dat Mars in het verleden altijd een koude planeet was maar dat het periodiek warmer werd zodat het ijs kon smelten en over het oppervlak kon stromen.
In beide scenario's is het noodzakelijk dat Mars in het verleden een dichtere atmosfeer had om vloeibaar water te kunnen laten bestaan. Als de atmosfeer dunner zou worden dan zou dit water snel verdampen.
Het doel van het Mars '98-programma was meer uit te vinden over de mogelijke klimaatveranderingen die geleid hebben tot het verdwijnen van de atmosfeer op Mars. Op de polen van Mars is uit eerdere waarnemingen door satellieten niet-gebruikelijk gelaagd terrein gezien die verschillende vermengingen van stof en ijs kunnen bevatten. Net als de groeiringen van bomen bevatten deze gelaagde geologische banden informatie over het verleden en kunnen behulpzaam zijn bij het ontrafelen van het mysterie van de klimaatverandering op Mars.

## Instrumenten

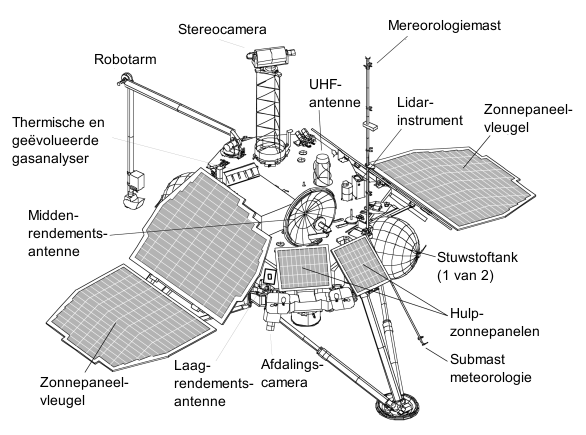
De Mars Polar Lander schematisch

- Stereocamera - De stereocamera op de Mars Polar Lander was identiek aan die van de Mars Pathfinder. Dit was een kleurencamera die kleuren kon waarnemen in het bereik van 400 - 1100 nanometer door verschillende gekleurde glaasjes voor de camera te schuiven. Naast het maken van fotografische panoramabeelden zou de camera gebruikt worden ter assistentie van de robotarm en de thermisch en geëvolueerde gasanalyser. Verder zou de camera met behulp van twee magneten die op de sonde bevestigd waren afbeeldingen van magnetisch materiaal kunnen nemen.
- Microfoon - Voor het eerst zouden geluiden van Mars opgenomen worden.
- Robotarm - De robotarm diende om kleine gaten te graven en beschikte over een kleine camera en een thermometer. Verder kon de robotarm de termische en geëvolueerde gasanalyser van monsters voorzien.
- Meteorologiepakket - Aan boord was een weerstation dat het mogelijk maakte de temperatuur, windrichting, windsnelheid te meten en waterdamp in de atmosfeer te meten.
- Thermische en geëvolueerde gasanalyser - In dit instrument konden bodemmonsters geplaatst worden waarna deze tot zo'n 1000°C verhit zouden worden. Vervolgens zou met laserdiodes de lichtabsorptie van de vrijkomende gassen gemeten teneinde de samenstelling van de bodem te bepalen.
- Lidar - Dit instrument van Russische makelij was verwant aan een radar en stuurde met een infraroodlaser pulsen de Marsatmosfeer in en mat de terugkaatsingstijd. Het instrument zou informatie kunnen verschaffen over ijs- en stofconcentraties in de Marsatmosfeer.

## Mislukte landing

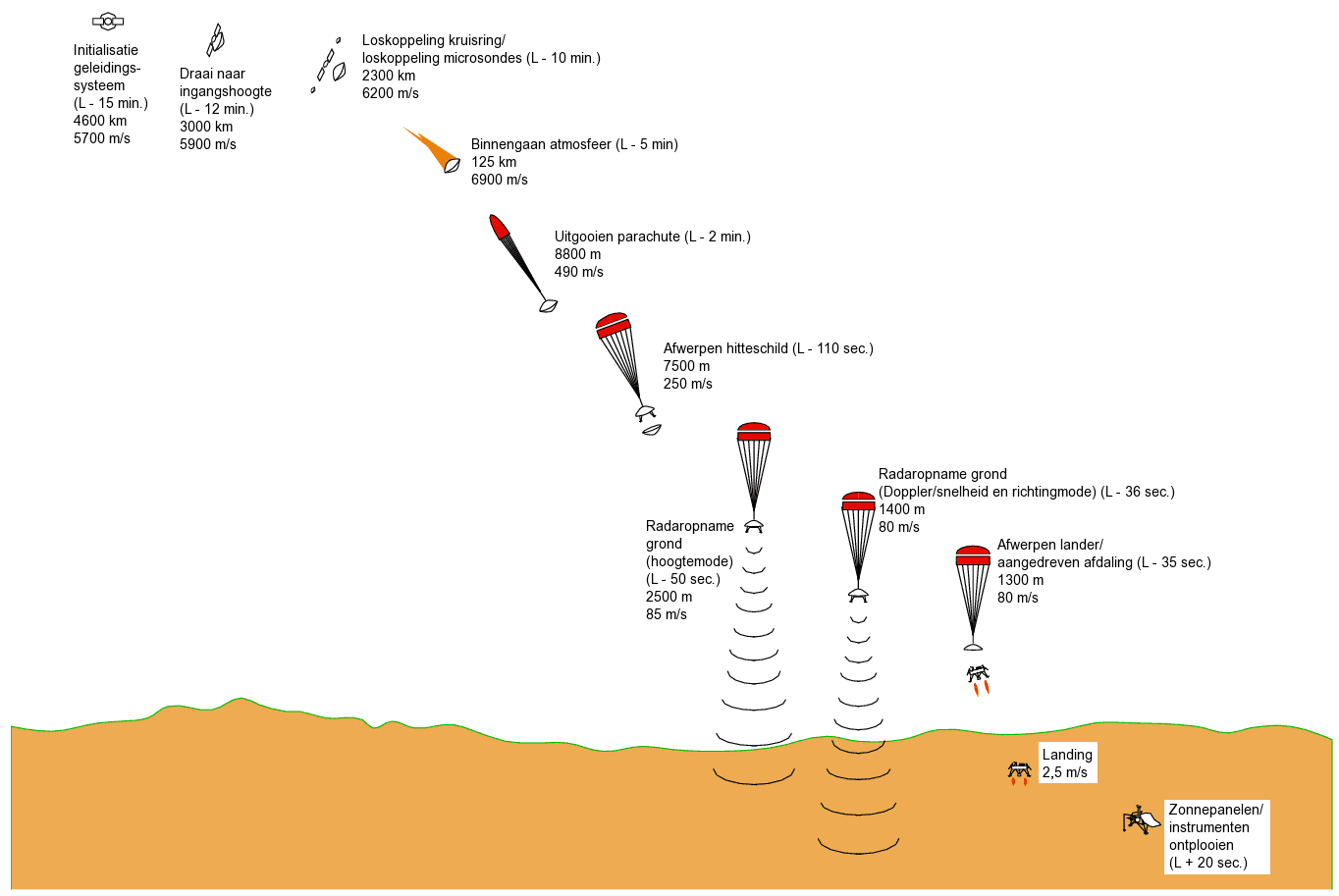
Gepland landingsverloop. Klik voor een vergroting om de tekst te lezen.

Na een geslaagde lancering op 3 januari 1999 bereikte de Mars Polar Lander zijn bestemming op 3 december van hetzelfde jaar. Bij het binnendringen van de atmosfeer van Mars werd het contact met het voertuig volgens planning verbroken waarna enkele minuten later direct na landing een signaal zou moeten volgen dat de landing met succes verlopen was. Dit signaal kwam echter niet en sindsdien is er niets meer van de Mars Polar Lander vernomen. Een grote zoekactie, waarbij onder andere de radioschotels van de sterrenwacht in Westerbork zijn ingezet, heeft niets opgeleverd.
Het totale gebrek aan gegevens tijdens de landing maakte het bijzonder moeilijk vast te stellen waarop de missie mislukt was. Dit, alsmede het mislukken van de Mars Climate Orbiter datzelfde jaar, leidde tot een grondige reorganisatie van het complete Marsprogramma van de Nasa.
De onderzoekscommissie stelde verscheidene oorzaken op voor het falen. Een van de geloofwaardigere theorieën stelde het falen als volgt vast: De remraketten ontbrandden op tijd en het landingsgestel werd uitgedraaid. Het in positie schuiven van de poten veroorzaakte echter genoeg beweging om een sensor die het neerkomen moest detecteren te activeren waarna de remraketten werden uitgeschakeld, waarna de lander van een hoogte van 40 meter neergestort zou zijn.

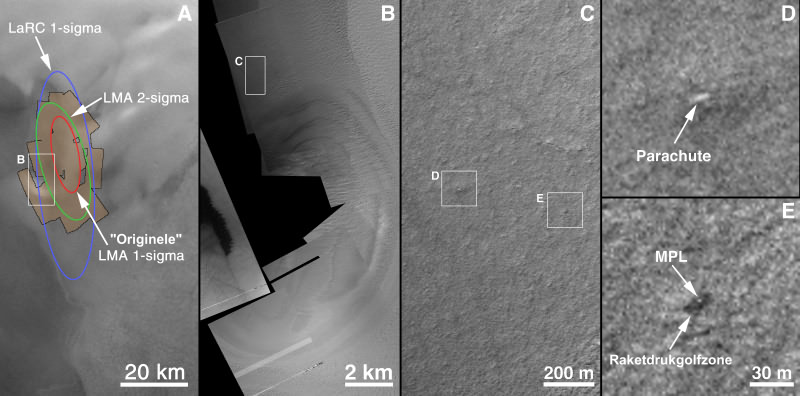
Objecten op deze foto's zijn mogelijk de MPL

De satelliet Mars Global Surveyor werd ingezet om het landingsgebied te fotograferen. Dit was echter bijzonder moeilijk omdat een lander op de zwart-witfoto's slechts als enkele pixels groot te zien zou zijn. Aanvankelijk mislukte dit dan ook. Na het landen van de Mars Exploration Rovers werd de MGS ingezet om deze rovers te fotograferen en dit lukte. Een belangrijke reden hiervoor was dat de MGS dankzij verbeterde software een nieuwe fotografeermethode, cPROTO genoemd, kon toepassen waarbij hij met het onder hem door bewegende te fotograferen gebied mee kon draaien.
Nu men wist waar men naar zocht bekeek men in 2005 het materiaal van de Mars Polar Lander opnieuw en men denkt de lander gevonden te hebben. Later dat jaar werden cPROTO-opnamen van deze objecten genomen; de beelden lijken consistent te zijn met de theorie dat de remraketten te vroeg zijn uitgeschakeld.